# Air Dominicana
Air Dominicana és una aerolínia de la República Dominicana que hauria d'haver iniciat les operacions el 16 d'octubre del 2009, amb dues aeronaus tipus Boeing 737-300 i un Boeing 737-400. S'esperava que en el segon semestre del 2009 incorporara avions tipus Boeing 767 i un Embraer ERJ 145. El 21 de setembre del 2009, Juan José Hidalgo, propietari d'Air Europa, va anunciar per escrit als seus socis dominicans que abandonava la companyia Air Dominicana, de la qual havia estat un dels seus principals impulsors a principis del 2007 i en la qual comptava amb una participació a títol individual del 25%.